# Бомпорто
Бомпорто (італ. Bomporto) — муніципалітет в Італії, у регіоні Емілія-Романья, провінція Модена.
Бомпорто розташоване на відстані близько 340 км на північ від Рима, 37 км на північний захід від Болоньї, 14 км на північний схід від Модени.
Населення — 10 155 осіб (2014).
Щорічний фестиваль відбувається 6 грудня. Покровитель — святий Миколай.

## Демографія
Населення за роками:

Станом на 1 січня 2023 року в муніципалітеті офіційно проживало 1066 іноземців з 59 країн, серед них 233 громадяни країн Євросоюзу та 56 громадян України.

## Уродженці
- Джорджо Бралья (*1947) — італійський футболіст, фланговий півзахисник.

- Арнальдо Сентіменті (*1914 — †1997) — італійський футболіст, воротар, згодом — футбольний тренер.

## Сусідні муніципалітети
- Бастілья
- Кампозанто
- Медолла
- Модена
- Нонантола
- Раварино
- Сан-Просперо
- Сольєра